# Tramway de La Bourboule
Le Tramway de La Bourboule a fonctionné dans cette ville entre 1904 et 1914. Il reliait le Casino des Cariatides  à la gare du  funiculaire.

## Histoire
La concession d'un tramway électrique à voie métrique est attribuée à Monsieur Jean Claret  ingénieur et entrepreneur à Lyon en novembre 1899.

## La ligne
Casino des Cariatides - Gare du funiculaire (0,5km);ouverture en 1904;

## Particularité technique
Le tramway fonctionnait selon le système de l'ingénieur  Jules Hanscotte : un mécanisme d'adhérence supplémentaire à roues horizontales s'appuyant sur un rail central. La rampe maximum était de 120mm/m.